# Croton exuberans
Espèce
Croton exuberans est une espèce de plantes à fleurs du genre Croton et de la famille des Euphorbiaceae, présente au Brésil (Minas Gerais).
Il a pour synonymes :
- Oxydectes exuberans, (Müll.Arg.) Kuntze